# Садове (Абайський район)
Садо́ве (каз. Садовое) — село у складі Абайського району Карагандинської області Казахстану. Входить до складу Мічурінського сільського округу.
Населення — 175 осіб (2021; 200 у 2009, 229 у 1999, 227 у 1989).
Національний склад станом на 1989 рік:
- росіяни — 67 %.